# Van der Heijdenlaan 16 (Baarn)
De villa Generaal Karel van der Heydenlaan 16 is een beschermd gemeentelijk monument in Baarn, in de provincie Utrecht.
Het huis werd in 1903. De asymmetrische gevel bestaat uit een topgevel met versieringen die voor een redelijk bescheiden villa uitzonderlijk zijn. De woningen aan de Sophialaan 23-25 en 27-29 uit 1903 zijn vergelijkbaar met dit pand.